# Brianda Tamara Cruz
Brianda Tamara Cruz (Mazatlán, Sinaloa; 21 de diciembre de 1998) es una pugilista mexicana. Fue ganadora de la medalla de bronce en los Juegos Panamericanos de 2019. También clasificó para los Juegos Olímpicos de Tokio 2021.
Es la primera vez que dos mujeres boxeadoras nacionales competirán en unos Juegos Olímpicos.